# Craig Button
Craig J. Button, född 3 januari 1963, är en amerikanskfödd sportkommentator och före detta idrottsledare.
Han var son till Jack Button.

## Biografi
År 1987 avlade han en kandidatexamen i nationalekonomi vid Concordia University. Året efter blev Button anställd som talangscout för Minnesota North Stars i den nordamerikanska ishockeyligan National Hockey League (NHL). Han var på den positionen fram tills 1992. Året därpå omlokaliserades Minnesota North Stars från Bloomington i Minnesota till Dallas i Texas för att vara Dallas Stars. Button utsågs till chef för talangscouting för det nya laget. Fem år senare blev han befordrad till att vara chef för spelarpersonalen. År 1999 gick Dallas Stars hela vägen och vann Stanley Cup. År 2000 lämnade Button Stars och blev general manager för Calgary Flames. Han var på den positionen de efterföljande tre åren. År 2003 blev Button talangscout för Toronto Maple Leafs. Det blev dock bara ett år där innan han började arbeta som sportkommentator rörande NHL-sändningar, främst för Toronto-baserade The Sports Network (TSN).